# Rettenbach, Cham
Rettenbach là một đô thị ở huyện Cham bang Bayern nước Đức. Đô thị Rettenbach, Cham có diện tích 26,72 km², dân số thời điểm ngày 31 tháng 12 năm 2006 là 1787 người.